# فروکاست‌گرایی
در شناخت‌شناسی و علوم، تقلیل‌گرایی یا فروکاست‌گرایی (به انگلیسی: Reductionism) مفهومی مربوط به تقلیل و فروکاهی طبیعت اشیاء و رفتار پیچیدهٔ پدیده‌ها به مجموع مؤلفه‌ها و اصول بنیادین آن‌ها یا به‌طور کلی اموری بسیط‌تر است.
فروکاست‌گرایی در فلسفه یعنی این باور که برای فهمیدن یک چیز پیچیده، می‌توان آن را به بخش‌های کوچک‌ترش تقسیم کرد و فقط با شناختن همان بخش‌ها، همهٔ ماجرا را توضیح داد. مثلاً فرض کنید بخواهیم یک گوشی همراه را بشناسیم؛ یک فرد فروکاست‌گرا می‌گوید اگر همهٔ قطعاتش را بشناسیم و بفهمیم هر کدام چه‌طور کار می‌کند، می‌توانیم کل عملکرد گوشی را بفهمیم. 
این دیدگاه در علوم و فلسفه هم وجود دارد؛ مثلاً در زیست‌شناسی، بعضی‌ها فکر می‌کنند با شناخت مولکول‌ها و سلول‌ها می‌توان همهٔ رفتار یک موجود زنده را توضیح داد. اما منتقدان می‌گویند همیشه هم این‌طور نیست، چون وقتی بخش‌ها کنار هم قرار می‌گیرند، ویژگی‌هایی پدید می‌آید که فقط با نگاه کردن به اجزای کوچک نمی‌توان آن‌ها را پیش‌بینی کرد؛ مثل این‌که از کنار هم قرار گرفتن قطعات ساز، «موسیقی» به‌وجود می‌آید که خودِ قطعات به‌تنهایی آن را ندارند.

## تعاریف
همراه فلسفه، آکسفورد:‌ اظهار می‌دارد که فروکاست‌گرایی "یکی از اصطلاحات پرکاربرد و مورد سوءاستفاده در فرهنگ لغت فلسفی است" و سه قسمت برای تقسیم‌بندی آن پیشنهاد می‌کند:
1. فروکاست‌گرایی هستی‌شناختی: باور به اینکه تمام واقعیت از تعدادی بسیار اندک از خصوصیت‌های بنیادین تشکیل شده است.
2. فروکاست‌گرایی روش‌شناختی: کوشش علمی برای فراهم‌آوری توضیحی بر حسب موجودیت های کوچک‌تر.
3. فروکاست‌گرایی نظری (تئوری): ابراز اینکه پدید آمدن نظریه‌ای جدیدتر باعث جایگزینی یا تحلیل‌رفتن نظریه قدیمی‌تر نمی‌شود،‌ بلکه آنرا به اصطلاحات اساسی‌تر فرو می‌کاهد. فروکاست نظری خود به سه بخش قابل تقسیم است: تفسیر، اشتقاق و تبیین.

تقلیل‌گرایی را می‌توان برای هر پدیده‌ای، از جمله اشیاء، مسائل، تبیین‌ها، نظریه‌ها و معانی به کار برد.

## تاریخچه
مفهوم فروکاست‌گرایی را نخستین بار دکارت (۱۵۹۶–۱۶۵۰) معرفی نمود. برای دکارت تمامی جهان همانند یک ماشین می‌نمود که می‌شد با مطالعهٔ هر یک از اجزاء و مؤلفه‌هایش به شناخت و فهم کل آن نائل آمد. کارها و ایده‌های دکارت توسط نیوتون (۱۶۴۳–۱۷۲۷) گسترش یافته و ادامه پیدا کرد که سرانجام به انتشار اصول ریاضی فلسفه طبیعی وی در سال ۱۶۸۷ انجامید.